# زنبق ناصره
زنبق ناصره (نام علمی: Iris bismarckiana) نام یک گونه از سرده زنبق است.